# Taikomocsi
A taikomocsi (太鼓持) vagy hókan (幇間), a japán férfi gésák elnevezése volt.

## Történelem
Az udvari bolond japán megfelelője, akik a daimjót (hűbérúr) kísérték a 13. századtól kezdve. Ez a „Tiszta Föld buddhizmus Dzsi Szektájából” eredeztethető, aminek középpontjában a tánc állt. Ezek az emberek szórakoztatták, és tanácsokkal látták el Urukat és úgy lettek ismertek, mint dobosu („elvtársak”), akik mind emellett teaszertartás szakértők és művészek is egyben. A 16. századra úgy váltak híressé, mint otogisu vagy hanasisu (mesemondók), ahol a mesemondásra, humorra és a beszélgetésre összpontosítottak. Véleményezték a katonai stratégiákat és harcoltak az Uraik mellett.
A 17. század békeidőszak volt, amikor is Uraiknak nem volt már többé szükségük az otogisukra és hanasisukra, így új szerep után kellett nézzenek. Tanácsadókból lettek a megtisztulás humoristái és sokuk talált munkát az Oiran, magas színvonalú japán kurtizánok társaságában. Ez alatt az idő alatt lett összeállítva a Szeiszuiso, ami Sakuden Anrakuan által írt komikus történetek gyűjteménye.
A „gésa” azt jelenti „művész”, viszont a hókan az udvarias megfelelője az „udvari bolondnak”. A Taikomocsi a kevésbé udvarias elnevezése ezeknek a férfiaknak, ami szó szerint azt jelenti, hogy „dob (taiko) tulajdonos”, habár nem mindegyikük használt dobot. Ez egyben lehet egy helytelen formája is annak, hogy „hízelegni valakinek”. Ez a 3 kifejezés a 17. század folyamán volt használatos. 1751-ben érkezett meg egy partira az első onna gésa (női gésa), ahol nagy vizet kavart. Geiko volt a neve („művészetek lánya”), ami még a mai napig a Kiotóban lévő gésák elnevezése. A 18. század végére ezek az onna gésák nagyobb számban voltak, mint a férfi gésák – a taikomocsi –, akik annyira kevesen lettek, hogy otoko gésa („férfi gésa”) lett belőlük. A gésák átvették a judzsoból a művészi képességeiket, kortárs kinézetüket és kifinomultságukat. A férfiak továbbra is segítették a nőket – ezúttal a gésát – a szórakoztató iparban.

## Hanyatlás
A Gésa: Egy hanyatló világ titkos története című művében Lesley Downer azt írta, hogy 1770-ben Yoshiwarában 16 női, és 31 férfi gésa volt. 1775-ben 33 női, de még mindig 31 férfi gésa volt. De 1800-ban már 143 női és 45 férfi gésa tevékenykedett. A nők kezdték átvenni a stafétát, és a férfiak szerepe megint megváltozott – ebben az időszakban a férfiak feladata a nők támogatása volt a partikon.
A népszerűségük csúcsán, Japánban 500 és 600 között volt a taikomocsik száma. Azóta megkezdődött a gésák hanyatlása, ahogy a dzsokju (kávézó lány) népszerűségének is, az 1920’ években, köszönhetően a nyugatiasodásnak. Ez pedig a taikomocsi hanyatlásával járt. A folyamat a II. világháborúval felgyorsult, és a taikomocsi a mai napig hanyatlik. Habár van még néhány kisebb gésa közösség Kiotóban és Tokióban, de csak 5 darab taikomocsi található egész Japánban. 4 Tokióban, és 1 Kiotóban. 

## Taikomocsi Sicsiko
A Gésa: Egy hanyatló világ titkos története című műben Lesley Downer meginterjúvolta Taikomocsi Sicsikot, a tokiói taikomocsit. Lesley, a parti mestereinek nevezi a taikomocsikat, akik biztosítják, hogy a vendégek jól érezzék magukat, vicc meséléssel, erotikus történetek mesélésével, kabaréjelenetek előadásával, játékokkal és alkohol fogyasztással. Ezek a gésákkal töltött partik nagyon drágák tudnak lenni. Taikomocsi Sicsiko azzal viccelt, hogy „taikomocsi agete szuideno taikomocsi” – azaz, az a férfi, aki az egész idejét és pénzét taikomocsira költi, össze fog omlani, a felesége ki fogja rúgni, és nem marad már neki semmi, csak, hogy Ő maga is taikomocsi legyen. Nyilvánvalóan ez az oka annak, hogy annyian taikomocsik lettek a korai években.
A repertoárja részeként az írónőt sokkolta egy speciális kabaré jelenettel – ami egy klasszikus, erotikus jelenet volt. A taikomocsi úgy tesz, mintha beszélne egy dannaval (mecénással), aki nyilvánvalóan le akar vele feküdni. A taikomocsi elmagyarázza, hogy Ő bizony nem homoszexuális, és inkább hív egy gésát, de a danna türelmetlen. A taikomocsi végül megadja az ügyfelének, amit akar, és eljátssza (félig takarásban) a szex jelenetet, nyögésekkel, szemjátékkal, egészen a klimaxig. Végül a taikomocsi elővesz egy kendőt, hogy „feltakarítson”. A közönség nevetése morajlott, hiszen mind tudták, hogy ez csak egy vicces előadása annak, hogy a gésák és taikomocsik, hogyan tesznek a vevőik kedvére. 

## Taikomocsi Arai
Taikomocsi Arai, a kiotói taikomocsi, szeretné reklámozni ezt a hagyományos művészetet, mind Japánban, mind az egész világon. Ozasikiken (gésa partikon) szórakoztat maikokkal és geikokkal, ahol próbálja életben tartani a hivatását. Kifinomult erotikus történeteket mesél, és jól ismeri az előadóművészet csínját-bínját, aminek köszönhetően szórakoztatja a vendégeket és tartja fent a hangulatot a partikon. Ez a fajta szórakoztatás az alapja a termékenységgel kapcsolatos banketteknek (enkai), ami az ősi Japán mezőgazdaságához kapcsolódik. Emellett játékokkal is szórakoztat az ozasikin, csak úgy, mint történetek eljátszásával, táncolással, énekléssel, amikkel élvezhetővé és kellemessé teszi a partikat. 
Az ozasikin kívül is elfogad felkéréseket, ahol az előadásával és megjelenésével szórakoztat különböző eseményeken, beleértve házibulikat nőknek, amin az ozasiki történelme és kultúrája van a középpontban. Emellett előadásokat tart Osakában, az Asahi Kulturális Központban, és Kobeban. Újságcikkeket is ír, és még egy saját rádió műsora is van, ami Japán hagyományos szórakoztatóipari kultúrájáról szól. Kiadott egy könyvet is, Ma no Gokui címmel („Az időzítés lényege az előadóművészetben”). Bevonták a Nagasaki Burabura Busi c. filmbe, hogy tanácsot adjon a taikomocsit játszó szereplőnek. Saját weboldala van, ami a hivatásáról szól, és reméli, hogy meg tudja osztani a taikomocsi kultúráját és történelmét a világgal.

## Kapcsolódó linkek
- Taikomochi or Houkan, the Male Counterpart to the Geisha (Bevezető származási helye)
- Taikomochi Arai Taikomocsi Arai saját weboldala.
- Japan's Traditional Male Entertainer Taikomocsi Arai által leírt történelmi leírás.

## Fordítás
- Ez a szócikk részben vagy egészben  a   Taikomochi című angol Wikipédia-szócikk ezen változatának fordításán alapul.  Az eredeti cikk szerkesztőit annak laptörténete sorolja fel. Ez a jelzés csupán a megfogalmazás eredetét és a szerzői jogokat jelzi, nem szolgál a cikkben szereplő információk forrásmegjelöléseként.